# Вашингтон-Парк (Північна Кароліна)
Вашингтон-Парк (англ. Washington Park) — місто (англ. town) в США, в окрузі Бофорт штату Північна Кароліна. Населення — 392 особи (2020).

## Географія
Вашингтон-Парк розташований за координатами 35°31′58″ пн. ш. 77°1′54″ зх. д. / 35.53278° пн. ш. 77.03167° зх. д. (35.532862, -77.031580).  За даними Бюро перепису населення США в 2010 році місто мало площу 0,68 км², уся площа — суходіл.

## Демографія
Згідно з переписом 2010 року, у місті мешкала 451 особа в 195 домогосподарствах у складі 133 родин. Густота населення становила 659 осіб/км².  Було 220 помешкань (322/км²).
Расовий склад населення:
| - 96,7 % — білих - 2,7 % — чорних або афроамериканців - 0,4 % — корінних американців |

До двох чи більше рас належало 0,2 %. Частка іспаномовних становила 1,1 % від усіх жителів.
За віковим діапазоном населення розподілялося таким чином: 26,4 % — особи молодші 18 років, 52,3 % — особи у віці 18—64 років, 21,3 % — особи у віці 65 років та старші. Медіана віку мешканця становила 44,3 року. На 100 осіб жіночої статі у місті припадало 81,9 чоловіків;  на 100 жінок у віці від 18 років та старших — 79,5 чоловіків також старших 18 років.
Середній дохід на одне домашнє господарство  становив 82 840 доларів США (медіана — 67 500), а середній дохід на одну сім'ю — 99 352 долари (медіана — 90 313). Медіана доходів становила 54 250 доларів для чоловіків та 52 083 долари для жінок. За межею бідності перебувало 3,6 % осіб, у тому числі 12,3 % дітей у віці до 18 років та 0,0 % осіб у віці 65 років та старших.
Цивільне працевлаштоване населення становило 263 особи. Основні галузі зайнятості: освіта, охорона здоров'я та соціальна допомога — 27,4 %, виробництво — 19,4 %, фінанси, страхування та нерухомість — 8,4 %, мистецтво, розваги та відпочинок — 8,0 %.